# Lethrus lamellifer
Lethrus lamellifer är en skalbaggsart som beskrevs av Nikolajev 1976. Lethrus lamellifer ingår i släktet Lethrus och familjen tordyvlar. Inga underarter finns listade i Catalogue of Life.